# Нью-Йорк Джайентс
Нью-Йо́рк Джа́йентс (англ. New York Giants) — профессиональный футбольный клуб, базирующийся в Нью-Йоркской агломерации. С момента своего основания в 1925 году команда выступает в Национальной футбольной лиге. С 1970 года «Джайентс» играет в Восточном дивизионе Национальной футбольной конференции.
Команда восемь раз становилась победителем лиги. Четыре титула «Джайентс» выиграли в эпоху до Супербоулов (1927, 1934, 1938, 1956), четыре — после слияния НФЛ и АФЛ (Супербоулы XXI, XXV, XLII, XLVI). Одиннадцать раз команда становилась победителем конференции, шестнадцать раз выигрывала дивизион.

## Названия
- Нью-Йорк Джайентс (1925-настоящее)

## Достижения

### Победители чемпионата лиги (8)
- Победители чемпионата НФЛ (4)
  - 1927, 1934, 1938, 1956
- Победители Супербоула (4)
  - 1986 (XXI), 1990 (XXV), 2007 (XLII), 2011 (XLVI)

### Победители конференции (11)
- Восток НФЛ: 1956, 1958, 1959, 1961, 1962, 1963
- НФК: 1986, 1990, 2000, 2007, 2011

### Победители дивизиона (16)
- Восток НФЛ: 1933, 1934, 1935, 1938, 1939, 1941, 1944, 1946
- Восток НФК: 1986, 1989, 1990, 1997, 2000, 2005, 2008, 2011